# Psarocolius
Psarocolius es un género de aves, de la familia de los ictéridos.
Son aves de tamaño relativamente grande, con picos puntudos y colas largas que siempre son, al menos parcialmente, de color amarillo brillante. Los machos son más grandes que las hembras.

## Lista de especies
Según la clasificación del Congreso Ornitológico Internacional (versión 2.10, 2011), este género está conformado por 9 especies:
- Psarocolius angustifrons
- Psarocolius atrovirens
- Psarocolius bifasciatus
- Psarocolius cassini
- Psarocolius decumanus
- Psarocolius guatimozinus
- Psarocolius montezuma
- Psarocolius viridis
- Psarocolius wagleri